# ルノルマンカード

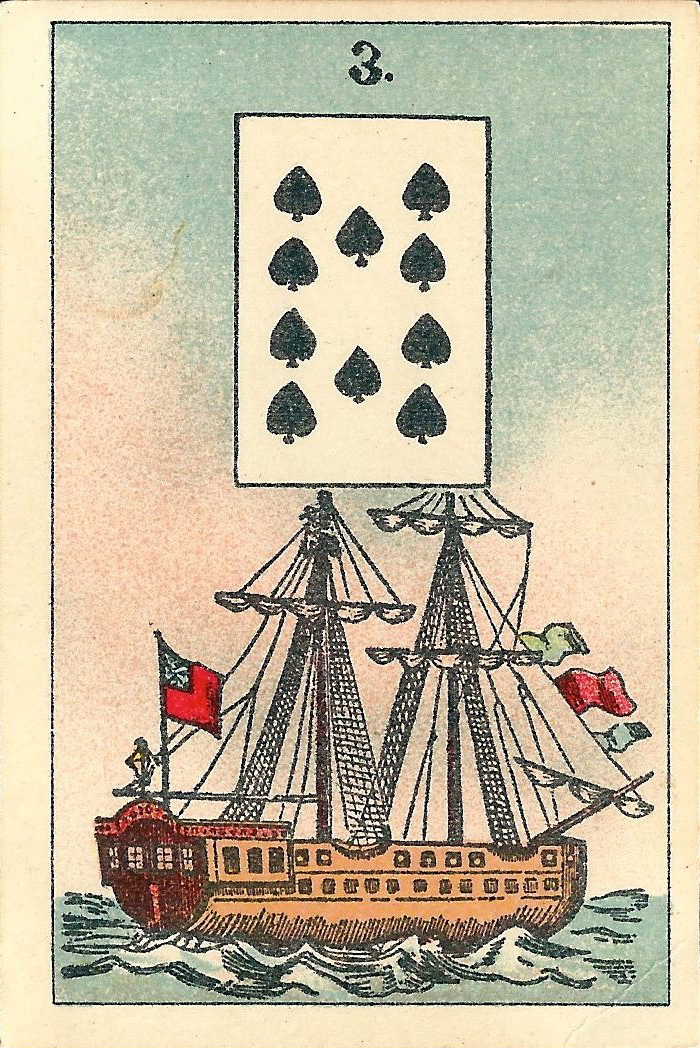
1854年のデッキに基づくルノルマンカード。

ルノルマンカード（Lenormand Card）とは、フランス革命からナポレオン一世の時代にかけて活躍した天才占い師マリー・アン・アデレード・ルノルマン（1772年–1843年）にちなんで名づけられた、占いに用いるカードのことである。 
カード占いといえば、タロットカードや各種のオラクルカードがよく知られているが、解釈のシンプルさや展開方法の面白さが受けて、ルノルマンカードも人気が高い。
ルノルマンカードには、1枚ずつに「3船」「18犬」「21山」「9花束」といった特定の番号とモチーフが描かれており、主に36枚を1デッキ（プチ・ルノルマンカード）として使用する。このほかに、54枚を使用する場合もある（グラン・ルノルマン＝グラン・ジュー・ド・ルノルマン）。1枚のカードには一つのモチーフのみ描かれており、そのモチーフが象徴するものから結果を解釈していく。
たとえば、9番「花束」のカードなら「贈り物」や「好意」を、6番「雲」のカードなら、「雲行きのあやしさ」から、「トラブル」や「障害」などを表している。また、その番号によりそれぞれに日にちを占うなら「9日」とか「6日」を示すなど、1枚のカードに対する解釈は単純で、カード占いに慣れていない者であっても意味を取りやすい。
ルノルマンカードで占う際には、おおむね3枚以上のカードを用い、それぞれの位置関係や時間軸の流れに沿って、質問に対する答えを読み取っていくのが主流である。
占い方法のなかでも、36枚すべてのカードを用いる、「グラン・タブロー」と呼ばれる展開方法は、占いたいことをについて多角的に解釈することができる。解釈には高度なテクニックが必要だが、このグラン・タブローにトライしたいがためにルノルマンカードを学ぶ人もいると言われるほど、魅力的な展開方法でもある。
なお、ルノルマンカードでは、タロットカードのように、展開されたカードの正位置、逆位置は問わない。また、「月」や「塔」のように、タロットカードと同じ名称やシンボルが使われているカードもあるが、意味するものや雰囲気は異なる。

## ルノルマンカードとは
マリー・アン・アデレード・ルノルマンは、 ナポレオン時代にかなりの名声を博したフランスの占い師で、フランスではルノルマンは史上最も偉大なカルトマンサーと見なされており、18世紀後半に始まったフランスのカルトマンシーの波に大きな影響を与えていく。 
ルノルマンの死後、彼女の名前は、プチ・ルノルマンとして知られる36枚の図解カードや、今日でも広く利用されている単にルノルマンカードと呼ばれるいくつかのカード占いで使用されている。  36のカードは、 ニュルンベルクのJohann Kaspar Hechtelによって設計された偶然のゲームであるDas Spiel der Hoffnung （ The Game of Hope ）の一部としても1799年ごろに公開されたカードをモデルにしている     

## 解説

### ルノルマンカードの歴史
ルノルマンカードの原型は、「Cards of hope（希望のカード）」と呼ばれた、今でいうところの人生ゲームのようなすごろくに用いたカードであったと言われている。占い師ルノルマンの名前を冠したカードではあるが、実際には彼女の没後に完成されており、自身はルノルマンカードの作成に関与していない。
ルノルマンは、複雑な家庭環境のもとに生育したが、カード占いで天賦の才能を開花させた。当時の彼女は、高価なタロットの代わりに、安くて入手しやすい「ピケ」とよばれた32枚組のトランプで占っていたが、優れたサイキック能力でもって、貴族や富豪からかなりの信頼を得ていた。ナポレオン一世の皇后、ジョゼフィーヌ・ド・ボアルネも彼女の有力な顧客の一人であったとされているが、これは彼女自身の手による自伝に記されたものであり、宣伝効果をねらった作り話であるとも言われている。それでも、ルノルマンが占い師として華々しく活躍していたことは相違ない。
この時代に、彼女が用いたことでカード占いが定着し始めたため、その後、出版社がこぞって占い用のカードを制作するようになった。そこで、ルノルマンの人気にあやかろうと、彼女の名前をカードにつけたものが、現在のルノルマンカードであると言われている。
ルノルマンカードは発売当初、故郷であるはずのフランスでは普及せず、ドイツやオランダ、オーストリアで広まっていった。このことからも、占い師のルノルマンにはほとんど関連性がないことが分かる。

#### ルノルマンカードの占い方
まず、デッキのなかから、象徴カードを1枚取り出す。
相談者が男性なら（あるいは男性的な人物だと思っているのなら）28の「紳士」のカードを、女性なら（あるいは女性的な人物だと思っているのなら）29の「淑女」のカードを取り出して、テーブルの上に置いておく。
ルノルマンカードは、タロットと違い展開されたカードについて位置の正逆は問わない。
1枚引き、3枚引き、9枚引きの場合には、残りの35枚のカードを、占いたいことを思い浮かべながらゲームのトランプのように一般的なヒンドゥーシャッフルをする。
なお、36枚を使うグラン・タブローの場合は、象徴カードをあらかじめ取り出すことはせず、すべてのカードをシャッフルする。
自分がじゅうぶんだと感じたところでシャッフルをやめ、上から任意の枚数（たとえば6枚など、自分であらかじめ決めておくことができる）を脇におき、その後のカードを選び出す。
なお、「紳士」と「淑女」のカードがそれぞれ2枚ずつ入っているデッキもある。
これは、同性間の相性や、仕事に関連した人間関係を占うこともあるためである。
このような場合、グラン・タブロー以外であれば、残りの37枚を使用して占うこともできる。

##### 1枚引き
ワンオラクルとよばれる、最もシンプルな占い方法である。
シンプルなだけに、複雑な問題には不向きである。
たとえば「今日はどんな1日になるか」とか、YesかNoの判断など、自分が知りたいと思っていることについて、1枚のカードで答えが読み取れるような単純な質問に向いている。
まず、象徴カードを抜いて、テーブルの上に表向きにして置いておく。
次に、残りの35枚のカードをよくシャッフルし、そのなかから1枚を選びだし、象徴カードの上に置く。
ルノルマンカードは、描かれているシンボルは素朴なものだが、そのぶん解釈できる情報や質は豊富なため、読み取りの方向性が見出しにくくなることがある。
したがって、ワンオラクルでは、占いたいことについての質問を明瞭にしておくことがポイントになる。

##### 3枚引き
スリーカードとよばれる、汎用性の高い占い方法である。
展開した際にとなりあったカードがそれぞれ影響しあうと考えるので、より詳しいリーディングが可能である。
1枚引きのときとシャッフルまでの要領は同じで、その後3枚を選びだし、左から順に並べる。
あらかじめ、質問に応じて、3枚のカードのための設定を行う。
たとえば、「過去、現在、未来」という時間軸の流れをつかむのであれば、一番左が過去、中央（象徴カードの上に置く）が現在、右が未来をあらわしている。
また、恋愛について占うのであれば、1枚目が「二人の現在の関係性」、中央が「相手の自分にたいする気持ち」、3枚目が「近い将来」をあらわす、と設定しても良い。
3枚を使って全体の流れを読みつつ、となり合う2枚でもって、過去と現在、現在と未来をセットにして掘り下げた解釈をすることができる。
スリーカードによる占い方法では、ワンオラクルと同様に1枚ずつ読み解くのと同時に、占いたいことをコンビネーションで解釈していくことで、より深く、興味深いものになっていく。

##### 9枚引き
ルノルマンカードの奥義ともいうべきグラン・タブローに進むための、予行演習としても最適な展開方法で、3枚ずつ3段に並べる。
3枚引きのように、左から過去、現在、未来をあらわすが、9枚用いることで、リーディングを深めることができる。
1枚引きとシャッフルまでの要領は同じで、その後9枚を選びだす。
上段左より3枚、中段左より3枚、下段左より3枚ずつ並べていく。
あらかじめ抜き出して置いた象徴カードは中央にくるように置いておき、その上に5枚目にきたカードを重ねる形になる。
一番上の段（1枚目、2枚目、3枚目）は、質問者が考えていること、精神的なことなど内面をあらわしている。
質問者の思考の流れをみることができる。
質問者真ん中の段（4枚目、5枚目、6枚目）は、占うことについての現実的な動きを示している。
質問者の行動、あるいは周囲の状況が実際にどのように物理的な変化をしていくかをみることができる。
一番下の段（7枚目、8枚目、9枚目）は、思考（1段目）と行動（2段目）との結果、その時期にその問題がどのような結果をもたらしたか、そして今後どうなっていくかということをあらわしている。
象徴カードに重ねられた5枚目のカードが中心になるので、ここには今現在の状況があらわれていることになる。

##### 36枚引き
36枚すべてのカードを用いる「グラン・タブロー」は、ルノルマンカードの最大の魅力、面白さが詰まった占い方法である。グラン・タブロー（Grand Tableau）は、フランス語で「壮大な絵」という意味をもつ。ルノルマンカードは小さめのカードであるが、それでも36枚すべてを並べるため、ある程度のスペースの確保が必要になる。
他の占い方法と違い、あらかじめ象徴カードを抜きだしておくことはせず、36枚のカードすべてをシャッフルする。
じゅうぶんだと感じたところで、1段目左から9枚を並べる。これをあと合計4回繰り返し、9枚ずつのカードが4段並べられることになる。
そして、質問者の象徴となるカードを中心にして、スプレッドの中から十字のラインを見出していく。
象徴カードが一番右端ないし左端に展開された場合には、十字が見いだせないためシャッフルからし直し、再度並べる。
何度やり直しても象徴カードが右端または左端にしか展開されない場合には、質問が適切ではないとか、今占う時期ではないという可能性が高い。
質問や占い方法を変えたり、日時を改めることを考える必要がある（象徴カードが左端に展開された場合、質問の内容について過去が重要な意味をもたないのであればやり直しの必要がないとして、そのまま読んでいく方法もある）。
グラン・タブローにはさまざまな解釈の仕方があるが、オーソドックスな方法は、象徴カードを中心に形成される十字をみていく。
象徴カードの左側が過去、右側が未来を、上にあるカードが影響力を与えるもの、下にあるカードはコントロールできるものをあらわすとされる。
さらに、象徴カードから対象となるカードとのあいだの距離の遠近をみて、質問者にとって今重要なことや、幸運あるいは心配なことが近づいているか、あるいは遠くにあるかなどを占っていく。
この他、最初の3枚（一番上の段の左から3枚）は、質問についての補足をあらわすとか、コーナー（四つの隅）にある4枚は、質問の裏に隠されている重要なテーマを示しているなど、さまざまな解釈がある。
また、カードの展開された位置に、当該ルノルマンカードの番号をもつカードそのものの意味づけをする「ルノルマン・ハウス」とよばれるリーディング方法もある。
たとえば、1番目の定位置は、ルノルマンカード1番「騎手」である。
そのため、この場所に展開されたカードは、この「騎手」のカードの意味する「ニュース」とか「通信」についてのテーマにたいする答えを示している、と解釈する方法である。
このように、グラン・タブローの解釈方法は多彩、多様である。
熟練者であれば、グラン・タブローを数時間かけて解釈していくといわれており、高い解釈能力が求められるルノルマンカードの奥義であるといえる。

### ルノルマンカードの代表的なデッキ
欧米で最もスタンダードなものは、「ブルー・オウル（Blue Owl）」デッキである。日本でも入手しやすく、最近ではこの白色ヴァージョンの「ホワイト・オウル（White Owl）」も出版されている。「ブルーバード・ルノルマン（BLUE BIRD LENORMAND）」は、幸運をよぶという青い鳥が裏面にデザインされており、絵柄も標準的でわかりやすい。繊細な部分まで丁寧に描かれている「ミスティカル・ルノルマン（Mystical Lenormand）」も、人気が高い。
そのほか、オランダ製の、写真で構成されたモダンな雰囲気の「ヴィオナ・ルノルマン（Viona Lenormand）」、ドイツ製の、占星術で使われるシンボルをあてはめた「アストロロジカル・ルノルマン（Astrological Lenormand）」など、各占術家や作家らが豊かなイメージを駆使して作成した個性的なデッキもある。また、日本国内でも初心者向けに、オリジナルのカードがついた入門書も数多く出版されている。
一般に、ルノルマンカードのサイズは小さめで、女性の手でも扱いやすいものが多い。

## ルノルマンカードの代表的な占い師・日本
鏡リュウジ、香、高橋桐矢、桜野カレン、小宮ベーカー純子